# Claude Réva
 (janvier 2020).
Claude Réva, né le 10 avril 1942 au Caire (Egypte) et décédé le 29 novembre 2007 à Nice (Alpes-Maritimes) est un auteur compositeur interprète et poète français. Auteur du spectacle Au pays d'Aragon. 

## Discographie
Demande aux femmes (1975)
Je voudrais être (1970)
Je crois savoir (1969)
"Moi aussi" (1969) avec Claude Reva (1942-2007) comme Chanteur
La poésie et la réalité (1969)
A contre courant (1968)
Moi aussi (1968)
Le temps me manque (1968)
Lorsqu'on a tout chanté (1968)
Ma ville (1968)
"A contre courant" avec Claude Reva (1942-2007) comme Chanteur
"Je rêve" avec Claude Reva (1942-2007) comme Chanteur
Album A contre courant / Là où je suis / Spectacle Au pays d'Aragon